# Chevauchée avec le diable (film, 1954)
Pour plus de détails, voir Fiche technique et Distribution.
Chevauchée avec le diable (titre original : Ride Clear of Diablo) est un film américain de Jesse Hibbs sorti en 1954.

## Synopsis
Clay O'Mara veut se venger du boxer qui a tué son père et son frère. En chemin, il arrête le hors-la-loi Whitey Kincade. Réalisant que celui-ci est d'une honnêteté relative, O'Mara décide de s'associer avec lui...

## Fiche technique
- Titre original : Ride Clear of Diablo
- Réalisation : Jesse Hibbs
- Scénario : George Zuckerman d'après une histoire d'Ellis Marcus
- Dialogues : D.D. Beauchamp
- Directeur de la photographie : Irving Glassberg
- Montage : Edward Curtiss
- Musique : Milton Rosen et Herman Stein (non crédités)
- Production : John W. Rogers
- Genre : Western
- Pays :  États-Unis
- Durée : 80 minutes
- Date de sortie :
  -  États-Unis : 10 février 1954 (Los Angeles)
  -  France : 20 octobre 1954

## Distribution
- Audie Murphy (VF : Jacques Thébault) : Clay O'Mara
- Susan Cabot (VF : Joëlle Janin) : Laurie Kenyon
- Dan Duryea (VF : Paul Lalloz) : Whitey Kincade
- Abbe Lane : Kate
- Russell Johnson : Jed Ringer
- Paul Birch (VF : Richard Francœur) : Fred Kenyon
- William Pullen (VF : Yves Massard) : Tom Meredith
- Jack Elam (VF : Jean-François Laley) : Tim Lowerie
- Denver Pyle (VF : Jacques Beauchey) : le révérend Moorehead
- Eddie Dew (VF : Lucien Bryonne) : Matt Grove
- James Griffith (VF : René Bériard) : le chef de train